# Organización Nacional de Juventudes Liberales
La Organización Nacional de Juventudes Liberales (ONJL) de Colombia es el sistema de participación de los jóvenes afiliados al Partido Liberal Colombiano, en su lucha por la democracia y la igualdad de oportunidades sociales, educativas, laborales, culturales y ambientales. Cuenta con relativa autonomía en la toma de decisiones y fue creada tras la reforma estatutaria de 2002. Pueden ser miembros de la ONJL los colombianos de entre 14 y 31 años, pero solo tienen derecho a ser elegidos para algún cargo los mayores de 18 años.
Su órgano soberano es el Congreso Nacional de Juventudes, reunido cada dos años y conformado por los miembros de las Asambleas Departamentales de Juventudes Liberales y la Asamblea Distrital de Juventudes Liberales de Bogotá, los cuales son elegidos por voto popular. A este Congreso le corresponden entre otras obligaciones la de elegir una terna para que el Congreso del Partido seleccione al (la) Secretario (a) Nacional de Juventudes; y la de elegir un consejero directivo del Instituto del Pensamiento Liberal (IPL).
Las Asambleas eligen delegados que conforman el Parlamento Nacional, el cual define una terna, de la que el Congreso del Partido elige al representante de los jóvenes en la Dirección Nacional o Dirección Nacional Ajunta, según sea el caso.
En el ámbito departamental y municipal las Asambleas y Consejos de Juventudes Liberales tienen similares responsabilidades a las del Congreso Nacional, garantizando la elección de los (las) secretarios (as) territoriales de participación y la inclusión del 10% de jóvenes en los directorios territoriales del Partido. Actualmente la ONJL tiene presencia en más del 90% de los municipios de Colombia.
En las elecciones del 25 de marzo de 2007 se depositaron más de 500.000 para la elección de las Asambleas y Consejos de Juventudes Liberales.
La ONJL hace parte de la Unión Internacional de Juventudes Socialistas, IUSY, en la que ha ostentado en tres oportunidades una de las vicepresidencias mundiales con sus ex Codirectoras Nacionales, Jenny Lindo Diaz y Rosa Isabel Montero Torres y la Asambleísta María Cristina Cifuentes

## Congresos
Hasta 2017 se han realizado siete Congresos Nacionales de Juventudes Liberales, que han heredado la tradición de las Convenciones de Juventudes Liberales realizadas con anterioridad:
- Medellín (Antioquia), 2003
- Paipa (Boyacá), 2005
- Lago Calima (Valle del Cauca), 2007
- Bogotá (Distrito Capital), 2009
- Villa de Leyva (Boyacá), 2013
- Pereira (Risaralda), 2016
- Bogotá (Distrito Capital), 2017
- Villavicencio, 2020

## Autoridades
- Co-Director(a) Nacional del Partido en representación de las Juventudes
  - 2002-2003; María Carolina Gómez Hermida
  - 2003-2005; Juan Pablo Camacho López
  - 2005; Miguel Ángel Sánchez Vásquez
  - 2007-2009; Jenny Elizabeth Lindo Díaz
  - 2009-2011; Andrea Verdugo
  - 2012-2013; Rosa Isabel Montero Torres
  - 2013-2017; Germán Andrés Henao Ortega
  - 2017-2018; Ana Carolina Alzamora Bustamante
  - 2018-2019; John Baquero Urbina

- Secretario(a) Nacional de Juventudes
  - 2002-2003; Javier Tomas Reyes, Grenfiet Sierra
  - 2003-2004; Erika Alexandra Benítez
  - 2004-2005; Ana María Almario Dreszer (encargada)
  - 2005-2007; Andrés Alberto Vásquez Moreno
  - 2007-2009; Jaime Hernández Amín
  - 2009-2010; Jorge Navarro Cano
  - 2010-2011; Andrés Mesa Valencia
  - 2012-2013; Luis Gabriel Hurtado
  - 2013-2017; Karen Viviana Hernández López
  - 2018-2019; Gina Lorena Herrera Parra
  - 2020; David Eduardo Fernández Díaz

- Representante de los Jóvenes ante el Instituto del Pensamiento Liberal (IPL) 
  - 2003-2005; Andrés Alberto Vásquez Moreno
  - 2005-2007; Camilo Pachón
  - 2007-2010; Alfonso de La Cruz Martínez
  - 2010-2011; James Ordóñez
  - 2012-2013; Daniel Payares Montoya
  - 2013-2017; Jhon Jairo Diaz Carpio
  - 2018-2019; Daniel Gómez

- Representación Internacional: En el  2010 la ex codirectora Jenny Lindo, en el 2012 la Ex Codirectora  Rosa Montero y en el 2014 Cristina Cifuentes fueron elegidas Vicepresidentas Mundiales de la IUSY, convirtiéndose en las máximas representantes de la Organización en el exterior.
- Participación Internacional:  Como  parte del proceso de formación política, intercambio cultural, académico y político, Jóvenes  la ONJL  han asistido a Eventos de carácter global, en el 2011 fuimos representados por 36 jóvenes militantes en Festival Mundial de las Juventudes Socialistas IUSY en Attersse, Austria  siendo jefe de la delegación la Directora Jenny Lindo y en el año 2013 participamos con la delegación más numerosa en el  Festival Mundial de las Juventudes Trabajadoras en Dortmund Alemania  estando como gestor y jefe de la delegación el Subsecretario Nacional Luis Fernando Bohórquez  en la Dirección de Rosa Isabel Montero siendo esta experiencia internacional la más exitosa con 55 militantes jóvenes de todos los departamentos del país.

- Datos: Q6052493